# Trichoniscus
Trichoniscus är ett släkte av kräftdjur som beskrevs av Brandt 1833. Trichoniscus ingår i familjen Trichoniscidae.

## Dottertaxa tillTrichoniscus, i alfabetisk ordning[1][2]
- Trichoniscus aenariensis
- Trichoniscus albidus
- Trichoniscus alemannicus
- Trichoniscus alexandrae
- Trichoniscus anopthalmus
- Trichoniscus apenninicus
- Trichoniscus aphonicus
- Trichoniscus australis
- Trichoniscus baschierii
- Trichoniscus bassoti
- Trichoniscus beroni
- Trichoniscus beschkovi
- Trichoniscus biformatus
- Trichoniscus bogovinae
- Trichoniscus bononiensis
- Trichoniscus bosniensis
- Trichoniscus brasiliensis
- Trichoniscus bulgaricus
- Trichoniscus bureschi
- Trichoniscus buturovici
- Trichoniscus callorii
- Trichoniscus carniolicus
- Trichoniscus caroli
- Trichoniscus carpaticus
- Trichoniscus castanearum
- Trichoniscus chasmatophilus
- Trichoniscus circuliger
- Trichoniscus coiffaiti
- Trichoniscus coniculatus
- Trichoniscus corcyraeus
- Trichoniscus corniculatus
- Trichoniscus crassipes
- Trichoniscus craterium
- Trichoniscus dancaui
- Trichoniscus darwini
- Trichoniscus demivirgo
- Trichoniscus dispersus
- Trichoniscus ebneri
- Trichoniscus elisabethae
- Trichoniscus emivirgo
- Trichoniscus epomeanus
- Trichoniscus eremitus
- Trichoniscus espaxi
- Trichoniscus euboensis
- Trichoniscus foveolatus
- Trichoniscus fragilis
- Trichoniscus garevi
- Trichoniscus germanicus
- Trichoniscus ghidinii
- Trichoniscus gordoni
- Trichoniscus graecus
- Trichoniscus gudauticus
- Trichoniscus halophilus
- Trichoniscus heroldii
- Trichoniscus hoctuni
- Trichoniscus humus
- Trichoniscus illyricus
- Trichoniscus inferus
- Trichoniscus intermedius
- Trichoniscus jeanelli
- Trichoniscus jeanneli
- Trichoniscus korsakovi
- Trichoniscus kytherensis
- Trichoniscus lazzaronius
- Trichoniscus licodrensis
- Trichoniscus lindbergi
- Trichoniscus litorivagus
- Trichoniscus maremmanus
- Trichoniscus maritimus
- Trichoniscus matulici
- Trichoniscus medius
- Trichoniscus microps
- Trichoniscus muscivagus
- Trichoniscus naissensis
- Trichoniscus neapolitanus
- Trichoniscus nicaeensis
- Trichoniscus nivatus
- Trichoniscus noricus
- Trichoniscus oedipus
- Trichoniscus omblae
- Trichoniscus orchidicola
- Trichoniscus ostarrichius
- Trichoniscus pancici
- Trichoniscus paolae
- Trichoniscus pavani
- Trichoniscus pedronensis
- Trichoniscus petrovi
- Trichoniscus peyerimhoffi
- Trichoniscus plitvicensis
- Trichoniscus propinquus
- Trichoniscus provisorius
- Trichoniscus pseudopusillus
- Trichoniscus pterydicola
- Trichoniscus pusillus
- Trichoniscus pygmaeus
- Trichoniscus racovitzai
- Trichoniscus raitchevi
- Trichoniscus rhenanus
- Trichoniscus rhodiensis
- Trichoniscus rhodopiense
- Trichoniscus riparianus
- Trichoniscus riparius
- Trichoniscus ruffoi
- Trichoniscus scheerpeltzi
- Trichoniscus serbicus
- Trichoniscus serboorientalis
- Trichoniscus simplicifrons
- Trichoniscus stammeri
- Trichoniscus steinboecki
- Trichoniscus stoevi
- Trichoniscus strasseri
- Trichoniscus stygivagus
- Trichoniscus styricus
- Trichoniscus sujensis
- Trichoniscus sulcatus
- Trichoniscus tenebrarum
- Trichoniscus tirolensis
- Trichoniscus tolosanus
- Trichoniscus tuberculatus
- Trichoniscus turgidus
- Trichoniscus valkanovi
- Trichoniscus vandeli
- Trichoniscus vandelius
- Trichoniscus verhoeffii
- Trichoniscus virei
- Trichoniscus voltai
- Trichoniscus vulcanius
- Trichoniscus zangherii